# Rolf Brunström
Rolf Valter "Poffa" Brunström, född den 23 februari 1951 i Karlskrona, är en svensk före detta elitspelare och landslagsman i handboll. Han har två SM-guld med göteborgsklubben IK Heim som största merit. Han är känd för att ha spelat med glasögon.